# Ejner Hessel A/S
Ejner Hessel A/S er en dansk bilforhandler- og autoværkstedskæde med hovedkvarter i Brande og 30 afdelinger i Danmark (Jylland 17 og Sjælland 13). De er forhandler af bilmærkerne Mercedes-Benz, Xpeng, Renault, Ford og Dacia. Virksomheden er opkaldt efter grundlæggeren Ejner Hessel, der i 1968 begyndte at købe og sælge brugte lastbiler. I 1971 flyttes virksomheden fra Herning til Brande. I 1987 begyndte Ejner Hessel at forhandle og servicere Mercedes-Benz lastbiler. I 2023 havde de ca. 1.500 ansatte og en årsomsætning på ca. 7,1 mia. danske kroner.